# Королевский дворец в Милане
Королевский дворец в Милане (Палаццо Реале; итал. Palazzo Reale di Milano) — в прошлом резиденция правителей Милана, в настоящее время — центр музейной и выставочной деятельности.
Дворец расположен на Пьяцца-дель-Дуомо рядом с Миланским собором. Здесь на протяжении многих веков располагалась резиденция высших властей Милана и Ломбардии.
До XIII века здесь была старая городская ратуша (бролетто) — Бролетто Веккио (итал. Broletto Vecchio), где проводились собрания горожан и отправлялось правосудие. Здание было построено между 1188 и 1196 годами. Ратушу называли «старой» (vecchio), чтобы отличать от нового бролетто, построенного в XIII веке и позже получившего название Палаццо делла Раджоне (итал. Palazzo della Ragione, Milan).
Маттео Висконти в конце XIII века перенёс сюда свою постоянную резиденцию. Аццоне Висконти полностью перестроил здание в 1330 году, но от постройки XIV века остались лишь отдельные элементы. Здание было возведено в готических формах и имело сложную нерегулярную планировку со множеством пристроек. Одновременно была построена дворцовая церковь Сан-Готтардо (итал. Chiesa di San Gottardo in Corte), примыкающая к зданию дворца с юго-востока. Внешний вид церкви изменился в ходе реконструкции XVIII века, но кампанила сохранила первоначальный облик ломбардской готики.
Согласно хроникам, дворец был роскошной резиденцией с богато украшенными залами, галереями, висячими садами и фонтанами. Для украшения дворца Аццоне пригласил Джотто.
В начале XV века дворец начал ветшать, 1443 году обрушился большой зал герцогского суда. В 1452 году часть дворца была снесена, чтобы освободить место для продолжения строительства Собора.
При Сфорца официальная резиденция переместилась в замок Кастелло Сфорцеско, но во дворце оставались административные учреждения герцогства. Французы, овладевшие Миланом в начале XVI века вновь вернули сюда двор. С 1535 по 1714 год, когда в Милане правили испанцы, во дворце находилась резиденция губернатора. В 1594 году во дворце был создан первый театр в Милане, сгоревший в 1659 году, и вновь восстановленный в 1717 году. В 1776 году театр во дворце ликвидировали и построили вместо него ныне существующий театр Ла Скала.
В XVIII веке, во время австрийского владычества, дворец подвергся перестройке и принял существующие поныне неоклассические формы. Работы проводились с 1770 по 1778 год под руководством архитектора Джузеппе Пьермарини. Пьермарини снёс корпус, закрывавший главный двор со стороны Дуомо, сформировав нынешнюю площадь Пьяццета Реале (итал. Piazzetta Reale). Он придал фасадам новый облик, отвечающий духу времени, и радикально перестроил интерьеры: создал атриум, вестибюль и покои на втором этаже. К работе над интерьерами он привлёк таких мастеров, как Мартин Кноллер, Джокондо Альбертолли, Джузеппе Маджолини, Джулиано Трабаллези (итал. Giuliano Traballesi).
Когда Милан под властью Наполеона стал столицей королевства Италия, и затем, после возвращения австрийцев, Палаццо достиг своего расцвета. Его украшением занимались такие художники, как Андреа Аппиани, Пеладжио Паладжи и Франческо Айец. В 1861 после объединения Италии Милан утратил столичный статус, и дворец перестал активно использоваться.
После Первой мировой войны дворец переходит в муниципальную собственность. Во время Второй мировой войны, 1943 году, дворец сильно пострадал от бомбардировок и потерял большую часть своего убранства: многие помещения были разрушены, а вместе с ними и фрески, скульптура и украшения, множество предметов мебели было утрачено. Главный парадный зал дворца — зал Кариатид  — остался без крыши, кариатиды были разрушены пожарами, дождями и снегом.
После войны во дворце стали проводить выставки. В 1953 году Пабло Пикассо выставлял свою «Гернику» в Зале Кариатид, разрушенном десять лет назад. В XXI веке Палаццо активно реставрируют. Восстановлено несколько залов неоклассического периода и 12 комнат княжеских апартаментов. Часть помещений дворца предоставлено Музею Дуомо.